# Scotophilus leucogaster
Scotophilus leucogaster é uma espécie de morcego da família Vespertilionidae. Pode ser encontrada na Senegal, Gâmbia, Mali, Mauritânia, Guiné-Bissau, Guiné, Serra Leoa, Costa do Marfim, Burkina Faso, Gana, Togo, Benin, Nigéria, Níger, Camarões, República Centro-africana, Chade, Sudão, Etiópia, Quênia, Moçambique, Angola e Namíbia.